# Údolí thráckých králů
Údolí thráckých králů je oblast ve středním Bulharsku, ve které se nacházejí nejvýznamnější nekropole a hrobky thráckých vládců. Rozkládá se mezi městy Măgliž, Kazanlăk a Šipka. Jejím centrem je Růžového údolí u města Kazanlăk.

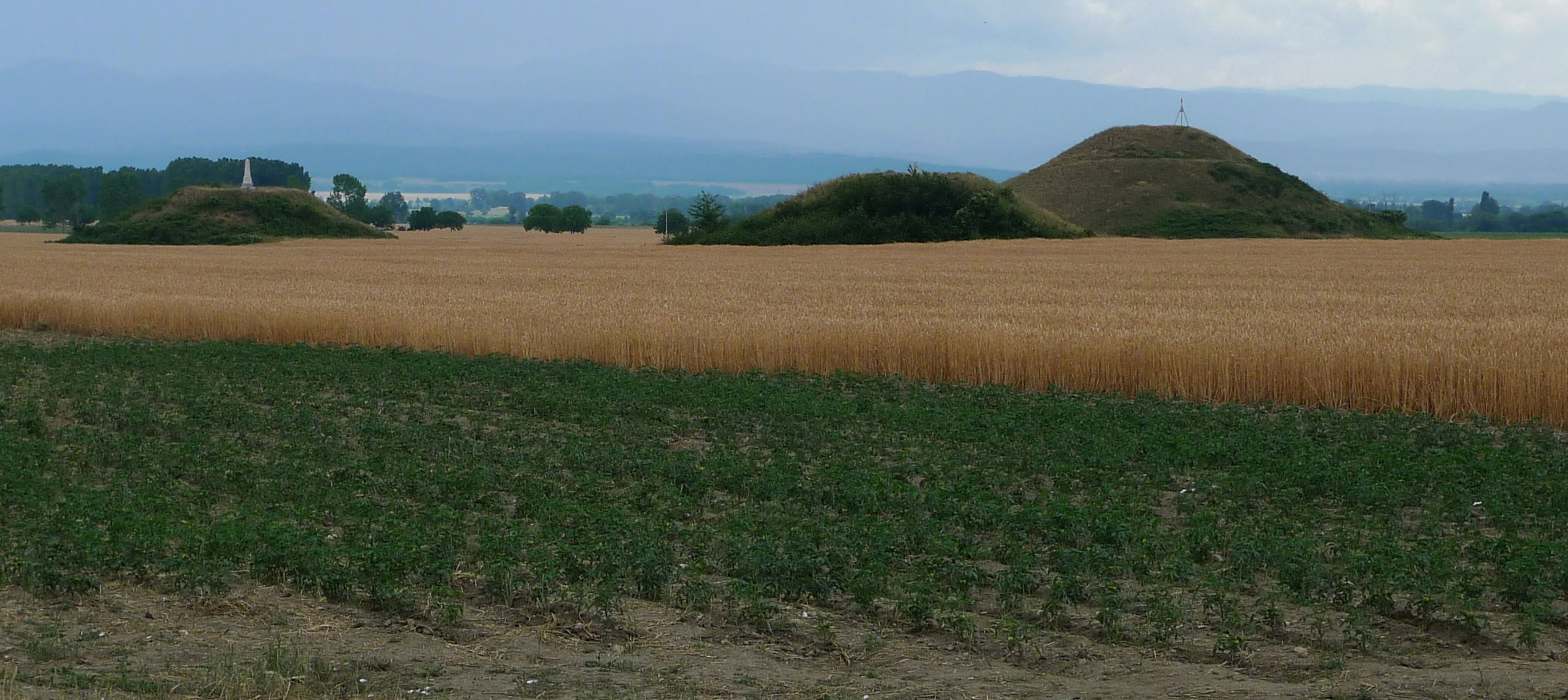
Thrácké mohyly severně od města Kazanlăk

Nejstaršími objevenými hrobkami jsou Kazanlăcká hrobka a Măgližská hrobka. První byla objevena již v roce 1944 a ta druhá v roce 1965.
Od roku 1992 do roku 2004 bylo v rámci TEMP (Expedice pro výzkum thráckých mohyl) odkryto mnoho thráckých nekropolí a mohyl, přičemž některé z nich byly vykradeny již ve starověku, ale některé ukrývaly umělecké předměty nesmírné ceny, které nebyly nalezeny nikde jinde v Thrákii.

## Objevy z posledních let
Pokračování expedice TEMP v Údolí thráckých králů přineslo v roce 2004 dva překvapující objevy, které se nedostaly jen na přední strany všech odborných archeologických časopisů, ale i světových a také českých novin. Jak první, tak druhý nevykradený hrob můžeme vzhledem k bohatosti uměleckých předmětů považovat za hrob královský.

### Mohyla Svetica
První hrob je situován na jižní úpatí Mohyly Svetica, která se nachází v polích mezi městem Šipka a vesnicí Krun. Vládce, jenž byl zároveň nejvyšším knězem, byl pohřben podle zásad orfismu někdy v polovině 4. stol př. n. l., přičemž většina předmětů v hrobě pochází z konce 5. stol. př. n. l. Hrob je tvořen velkými bloky kamene a připomíná sarkofág. Výbavu hrobu tvořily předměty, které pohřbenému vládci měly sloužit v posmrtném životě. Meče, kopí, šípy, bronzový prsní pancíř patřily k válečné výbavě hrobu. Nádoby ze stříbra a bronzu, athénská červenofigurová keramika a amfory sloužily k příjemnému životu na onom světě. Zlatý pečetní prsten s vyrytou postavou atleta patřil patrně k osobním věcem pohřbeného. Tím největším a nejméně očekávaným překvapením byla zlatá maska z masivního plátu zlata vážícího 673 gramů. Tato maska, která velmi živě zachycuje obličej zemřelého, byla do hrobu uložena místo chybějící lebky.

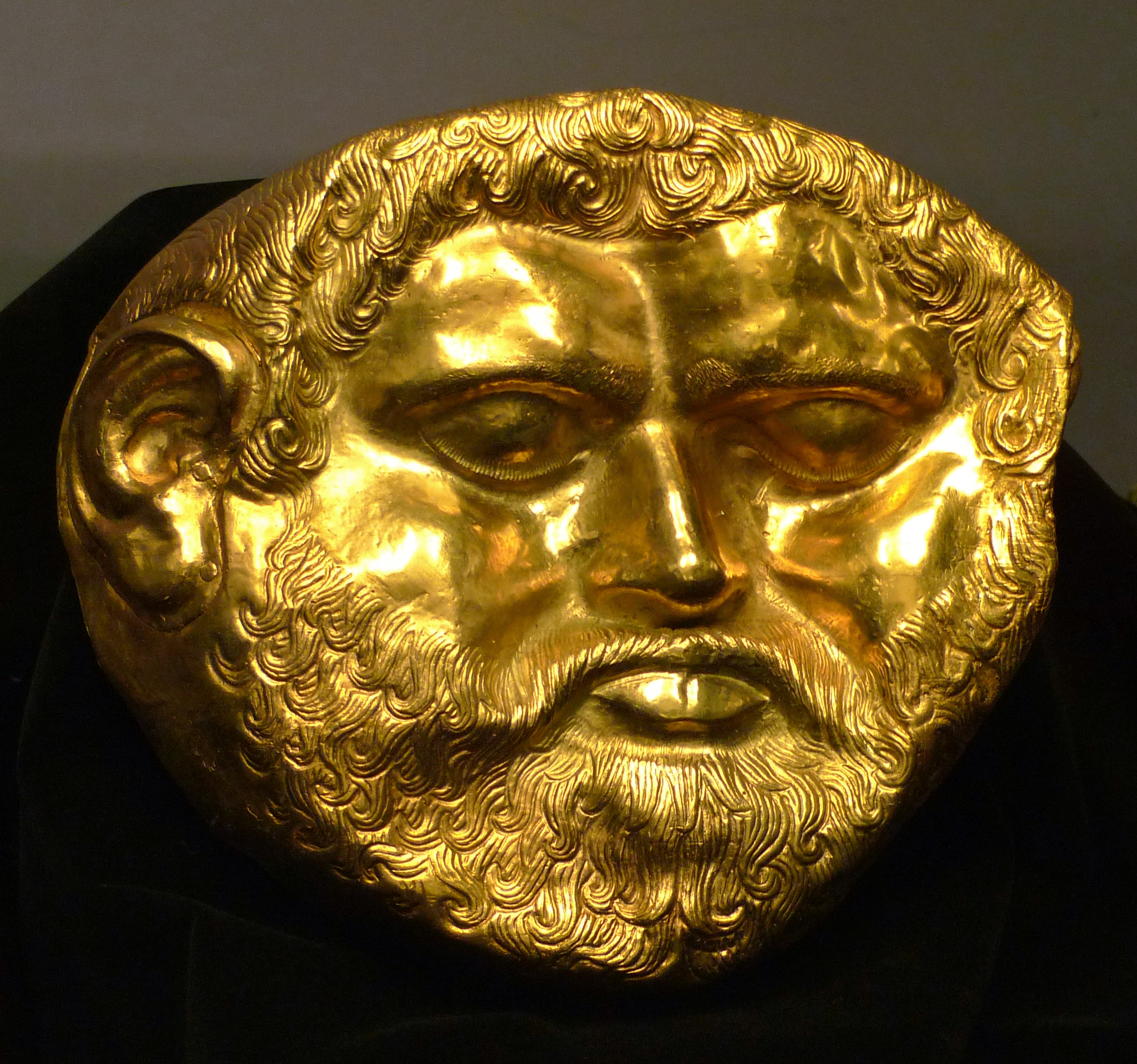
Zlatá maska thráckého vládce, která byla nalezena v mohyle Svetica v Údolí thráckých králů.

### Mohyla Goljama Kosmatka
Ještě bohatější výbavu měla hrobka nacházející se v mohyle Goljama Kosmatka, která byla odkryta ve stejném roce jako mohyla Svetica. Přibližně v druhé polovině 5. stol. př. n. l. byla v mohyle Goljama Kosmatka zbudována z opracovaných kamenných bloků velkolepá svatyně.
Toto místo sloužilo jako svatyně do začátku 3. stol. př. n. l., kdy byl tento komplex využit pro pohřeb thráckého krále.
Vstupní chodba, která měří třináct metrů, ústí do třech za sebou následujících místností. V první pravoúhlé místnosti s obloukovitou střechou byl nalezen obětovaný kůň. Druhá místnost je kulatá, s kupolovitým stropem. Poslední, třetí místnost, která má tvar sarkofágu, byla vystavěna z velkých kamenných bloků a bylo v ní umístěno rituální lehátko.
Poté, co archeologové vešli do poslední místnosti, spatřili více než sedmdesát uměleckých předmětů ze zlata, stříbra a bronzu. Hmotnost veškerého nalezeného zlata v hrobce byla větší než jeden kilogram. Mezi uměleckými předměty se našla i kompletní vojenská výzbroj skládající se z dvou knémid (náholenic), pozlacené helmy, železné košile, meče a několika oštěpů, z nichž zbyly pouze špice. Další částí výbavy hrobky byly nádoby řeckého stylu ze zlata, stříbra a bronzu různých tvarů a různého účelu. Mezi ně patří bronzový askos, tedy nádoba na tekutiny s plochým baňatým nízkým tělem a s jedním uchem či zlatý kylix, což je číše užívaná k pití vína (na nízké nožce je připevněna miska, z níž vycházejí dvě horizontální ucha).
Pohřbený dostal s sebou na onen svět i tři amfory naplněné vínem. Rituální lůžko a podlaha byly pokryty látkou ze zlatých nití a kusy koberce. Nalezený koňský postroj zdobilo třináct zlatých aplikací s lidskými, zvířecími a rostlinnými vyobrazeními. Dvě malé zlaté destičky s vytepanými postavami vojáků byly okrasou pro pochvu meče. Ojedinělým šperkem, který byl také obsahem pohřební komory, je i zlatý věnec se zlatými větvičkami, lístky a žaludy.
Co se samotného symbolického pohřbu týče, bylo zjištěno, že dveře u prvních dvou místností byly zazděny, vstupní chodba vypálena a následně zaplněna kamením a hlínou. Další překvapení čekalo archeology před průčelím hrobky, kde našli rituálně zakopanou bronzovou hlavu mužské sochy, která sem byla umístěna patrně po skončení celého pohřebního obřadu. Hlava zobrazuje staršího muže s delšími vousy velmi moudrého vzezření. Posledním úkonem při pohřbu bylo zasypání celého vstupního průčelí. Byly to patrně všechny tyto jak rituální, tak bezpečnostní prostředky, které uchránily hrobku před vykradači.
Konstrukce hrobky a její jedinečné vybavení od začátku nasvědčovaly tomu, že se jedná o pohřební místo pro osobu královského původu. Díky nápisům na předmětech v hrobce, které označovaly majitele, a díky porovnání portrétů z mincí se jménem Seutha III. nalezených v chodbě s hlavou sochy byl poprvé zjištěn majitel hrobky. Byl jím samotný král odryské říše Seuthés III., vládce města Seuthopolis, které leží jen deset kilometrů odsud, dnes pod hladinou přehrady Koprinka.